# NGC 7125
NGC 7125 é uma galáxia espiral barrada (SBc) localizada na direcção da constelação de Indus. Possui uma declinação de -60° 42' 45" e uma ascensão recta de 21 horas, 49 minutos e 16,2 segundos.
A galáxia NGC 7125 foi descoberta em 22 de Julho de 1835 por John Herschel.